# 广阔天地乡
广阔天地乡（简称广天乡）是中华人民共和国河南省平顶山市郏县下辖的一个乡。广阔天地乡的前身是大李庄乡，1954年至1955年，32名回乡知青被组织在该乡参加农业合作化相关工作，在中国大陆开创了青年知识分子参加农村工作的先河。对于这一做法，时任中共中央主席、中华人民共和国主席毛泽东亲笔批示“一切可以到农村中去工作的这样的知识分子应当高兴地到那里去，农村是一个广阔的天地，在那里是可以大有作为的”，此后该乡便被改名为广阔天地乡。人民公社化运动期间，广阔天地乡一度更名为“广阔天地大有作为人民公社”。2011年8月，广阔天地乡被评为「全国特色景观旅游名镇」。

## 行政区划
广阔天地乡下辖以下地区：大李庄村、邱庄村、吴堂村、杨庄村、西苏庄村、赵花园村、青龙庙村、桃园铺村、大程庄村、小程庄村和石庙村。